# Zusatzweiterbildung Akupunktur
Die Zusatzweiterbildung Akupunktur ist eine in der Musterweiterbildungsordnung der deutschen Bundesärztekammer von 2018 (MWBO) aufgeführte Zusatzweiterbildung in Akupunktur für Fachärzte in einem Gebiet der unmittelbaren Patientenversorgung.

## Definition
Die Zusatzweiterbildung Akupunktur umfasst in Ergänzung zu einer Facharztkompetenz die therapeutische Beeinflussung von Körperfunktionen über definierte Punkte und Areale der Körperoberfläche durch Akupunkturtechniken, für die eine Wirksamkeit nachgewiesen ist.

## Mindestanforderung
Um die Bezeichnung Akupunktur führen zu dürfen, müssen Ärzte
- über die Facharztanerkennung in einem Gebiet der unmittelbaren Patientenversorgung verfügen und
- einen Weiterbildungskurs in Akupunktur mit einem Umfang von 200 Stunden absolviert haben[2] sowie
- über Kenntnisse, Erfahrungen und Fertigkeiten in Akupunktur gemäß den in der Weiterbildungsordnung festgelegten Weiterbildungsinhalten verfügen.[1]

Bei der Anmeldung zur Weiterbildungsprüfung müssen der zuständigen Ärztekammer  sämtliche Nachweise über die erfüllten Mindestanforderungen vorgelegt werden. Dazu gehören auch die Logbuch-Dokumentationen über alle durch die MWBO vorgegebenen Inhalte der Weiterbildung.

## Inhalte der Weiterbildung
Zur Weiterbildungsprüfung muss man darlegen können, dass man Kenntnisse, Erfahrungen und Fertigkeiten unter anderem in folgenden Bereichen erlangt hat:
- Diagnostische Verfahren
  - Akupunkturzentrierte Anamnese und akupunkturspezifische Untersuchung bei Patienten
  - Lokalisation von Akupunkturpunkten
  - Körperliche Untersuchung des Vegetativums unter Anwendung spezieller Methoden der Körper- und Ohrakupunktur
  - Diagnostische Verfahren der Ohrakupunktur
  - Syndromdiagnostik am Patienten
- Therapeutische Verfahren
  - Beratung des Patienten einschließlich der Indikationsstellung zu Therapieverfahren der Akupunktur
  - Einbindung der Akupunktur in Behandlungskonzepte
- Elektro-Stimulations-Akupunktur
- Moxibustion
- Schröpfen
- Stimulation mittels Pflaumenblütenhämmerchen
- Laser-Akupunktur
- Anwendung der verschiedenen Nadeltechniken, insbesondere Triggerpunkt-Akupunktur und Reizverfahren
- Lokalisation wichtiger Ohrpunkte
- Integrative Akupunkturbehandlung einschließlich der Erstellung individueller Therapiekonzepte bei häufigen Erkrankungen im Fachgebiet.[1]

Die Inhalte der Musterweiterbildungsordnung sind allerdings nur eine Empfehlung für die rechtsverbindlichen Weiterbildungsordnungen der Landesärztekammern, die hiervon abweichende Regelungen treffen können.